# 美山路 (鳥松區)
美山路（Meishan Rd.）為高雄市鳥松區的南北向道路，區道編號為高60線、高61線，南起於鳳山區鳳仁路，末端於長春路口銜接大竹路。是鳥松區仁美地區至鳳山區的重要道路。

## 行經行政區域
- 鳥松區

## 沿線設施
（由南至北）
- 鳳山圳滯洪池
- OK便利商店高雄美山店
- 金門防衛指揮部駐台勤務支援中心
- 仁美把水福德祠
- 萊爾富便利商店高市神農店
- 全國加油站鳥松站
- 鳥松區仁美里活動中心
- 高雄市鳥松區仁美國民小學

## 公共自行車
- 高雄市公共自行車租賃系統：
  - 鳳山圳滯洪公園：美山路21號(對側)
  - 仁美國小：學堂路/美山路(西北側)

## 相關連結
- 高雄市主要道路列表